# Ілюмінатор

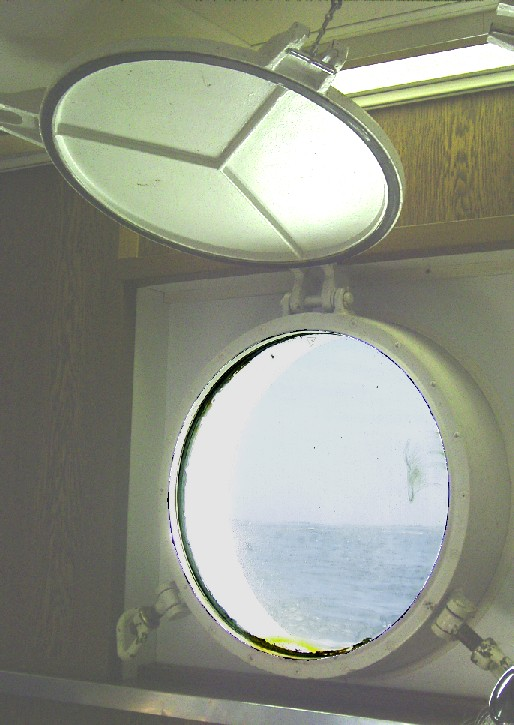
Сучасний ілюмінатор морського судна

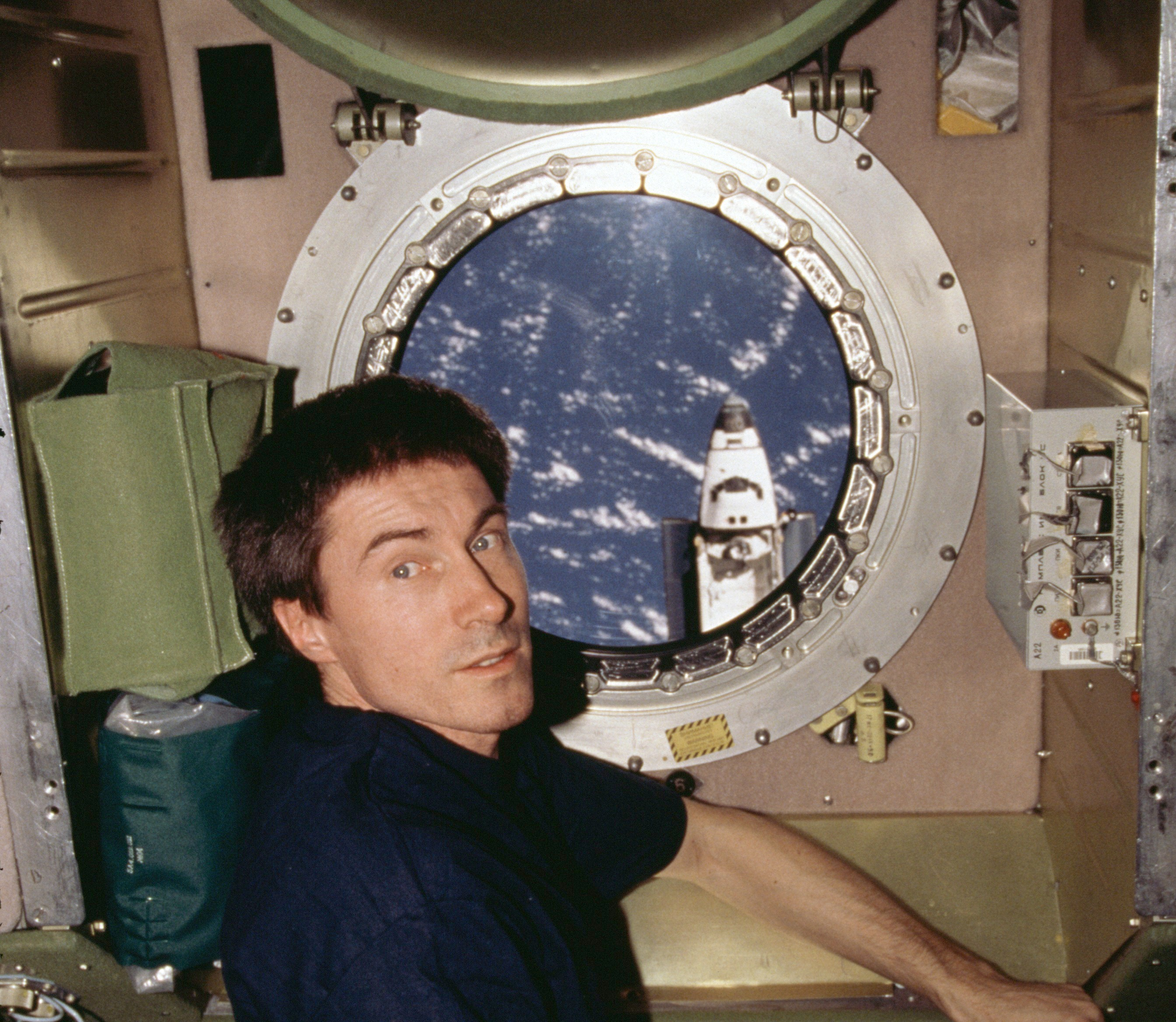
Ілюмінатор на модулі «Звезда», Міжнародна космічна станція

Ілюміна́тор (від лат. illuminator — «освітлювач») — округле або прямокутне вікно в борту корпусу корабля, підводних човнів, літаків, космічних кораблів тощо. Призначається для доступу світла і свіжого повітря у внутрішні приміщення.

## Корабельні ілюмінатори
Ілюмінатор на кораблі — засклене, як правило, кругле вікно в борті, стінці його надбудови або верхній палубі. Залежно від місця встановлення розрізняють бортові ілюмінатори (у борту) і палубні ілюмінатори (у палубі). Зокрема, у останніх зазвичай скло вставляється в палубну рамку наглухо (такі ілюмінатори називаються глухими).
Складається з литої рами, що облицьовує круглий виріз у зовнішній обшивці і прикріплюється до неї на болтах або заклепках. На цю раму на шарнірі навішується внутрішня рама з вставленим товстим корабельним склом (близько 12 мм завтовшки). Водонепроникність досягається гумовим кільцем на внутрішній рамі, яке при натисканні цієї рами на зовнішню раму впирається у виступ на останній. Натискання проводиться задрайкою. Для забезпечення водонепроникності борту і для затемнення ілюмінатор має ще глуху кришку. Вона обертається на шарнірі і задраюється аналогічно самому ілюмінатору.

## Галерея

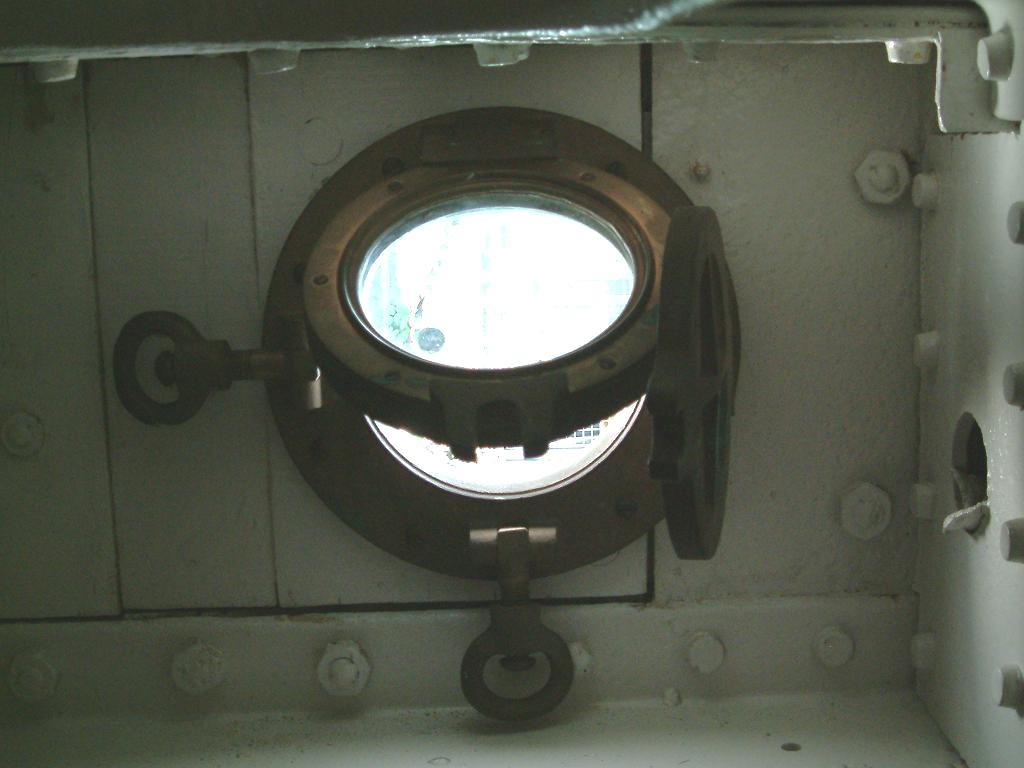
Старовинний латунний ілюмінатор морського судна
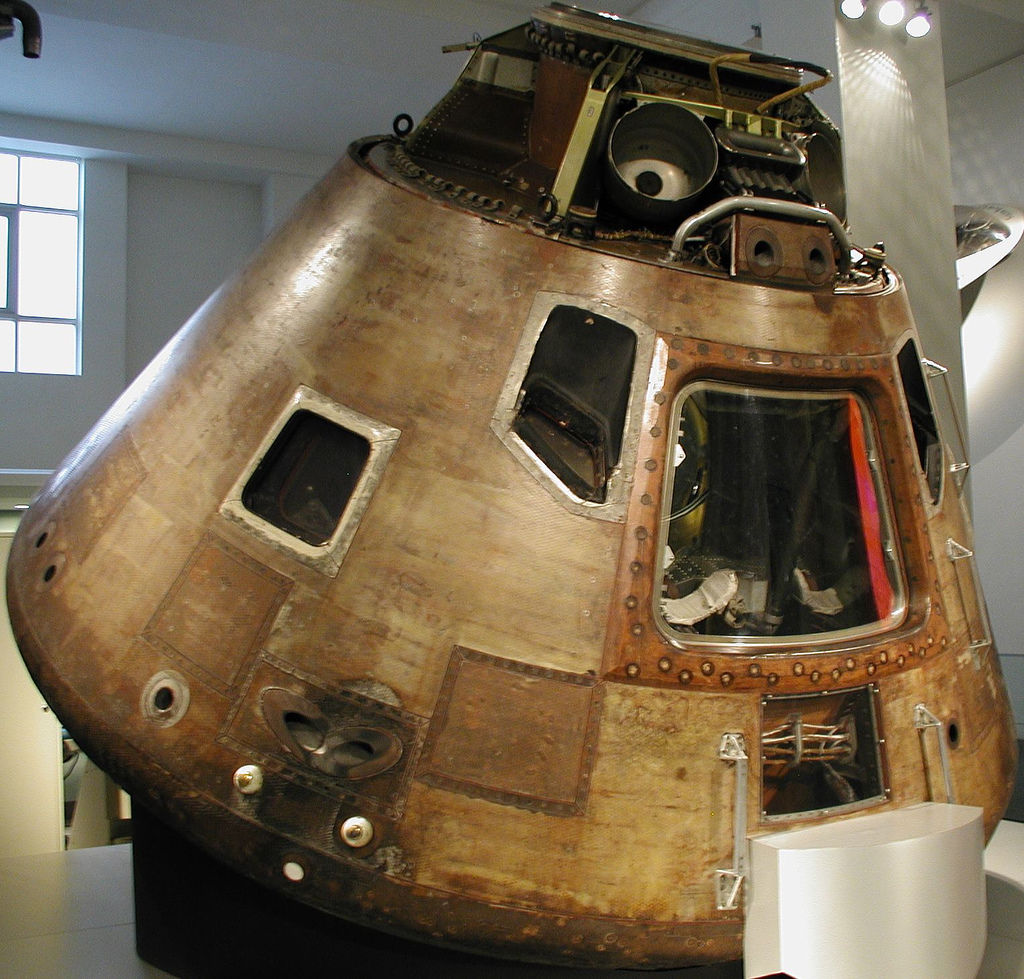
Командний модуль Аполлон-10. Видно декілька ілюмінаторів.
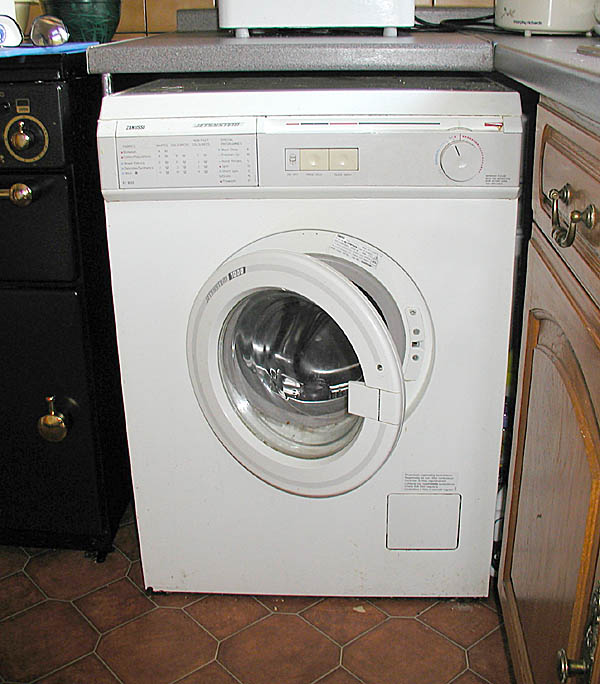
Ілюмінатор пральної машини